# Luther Blissett (football)
Pour les articles homonymes, voir Luther.
Ne doit pas être confondu avec Gary Blissett.
Cet article concerne le footballeur anglais. Pour le pseudonyme collectif utilisé par des artistes et des activistes, voir Luther Blissett.
Luther Loide Blissett est un footballeur puis entraîneur anglais né le 1er février 1958 à Falmouth (en) en Jamaïque. Il évolue au poste d'attaquant du milieu des années 1970 au milieu des années 1990.
Il effectue l'essentiel de sa carrière au Watford FC et compte 14 sélections pour trois buts inscrits avec l'équipe d'Angleterre
Son nom est utilisé comme pseudonyme collectif par des centaines d'artistes et d'activistes en Europe et en Amérique du Sud depuis l'été 1994.

## Palmarès
- 14 sélections et 3 buts avec l'équipe d'Angleterre entre 1982 et 1984.

Watford FC
- Vice-champion du Championnat d'Angleterre de football (1) :
  - 1983.
- Meilleur buteur du Championnat d'Angleterre de football (1) :
  - 1983 : 27 buts.